# Demonax albomaculatus
Demonax albomaculatus là một loài bọ cánh cứng trong họ Cerambycidae.